# Postamt Berlin W 8
Das Postamt Berlin W 8 ist ein Baudenkmal in der Französischen Straße 9–12 im Ortsteil Mitte des gleichnamigen Berliner Bezirks.

## Geschichte
Die Stadt-Post-Expedition No. VIII entstand 1851 und befand sich in der Mohrenstraße 23. Im Jahr 1862 wurde sie in Post-Expedition No. 8 umbenannt. Im Laufe der Jahre war sie an verschiedenen Standorten in der Charlottenstraße und in der Taubenstraße untergebracht. Am 1. Januar 1872 wurde die Post-Expedition in ein reguläres Postamt umgewandelt und erhielt die Bezeichnung Postamt Berlin W 8.
Nach Entwürfen von Baurat Wilhelm Walter begann 1908 unter der Bauleitung sowie Entwurfsausarbeitung von Postbauinspektor Ludwig Meyer der Bau eines neuen Gebäudes. Mit seiner Fertigstellung erfolgte 1910 der Umzug des Postamts von der Taubenstraße 8–9 in die Französische Straße 9–12.
Nach dem Zweiten Weltkrieg war das Gebäude des Postamtes stark beschädigt, noch im Mai 1945 begannen die Aufräumarbeiten.
Ab 1948 befanden sich hier außer dem Postamt die Verkaufsstelle und die Versandstelle für Sammlerbriefmarken der Deutschen Post.

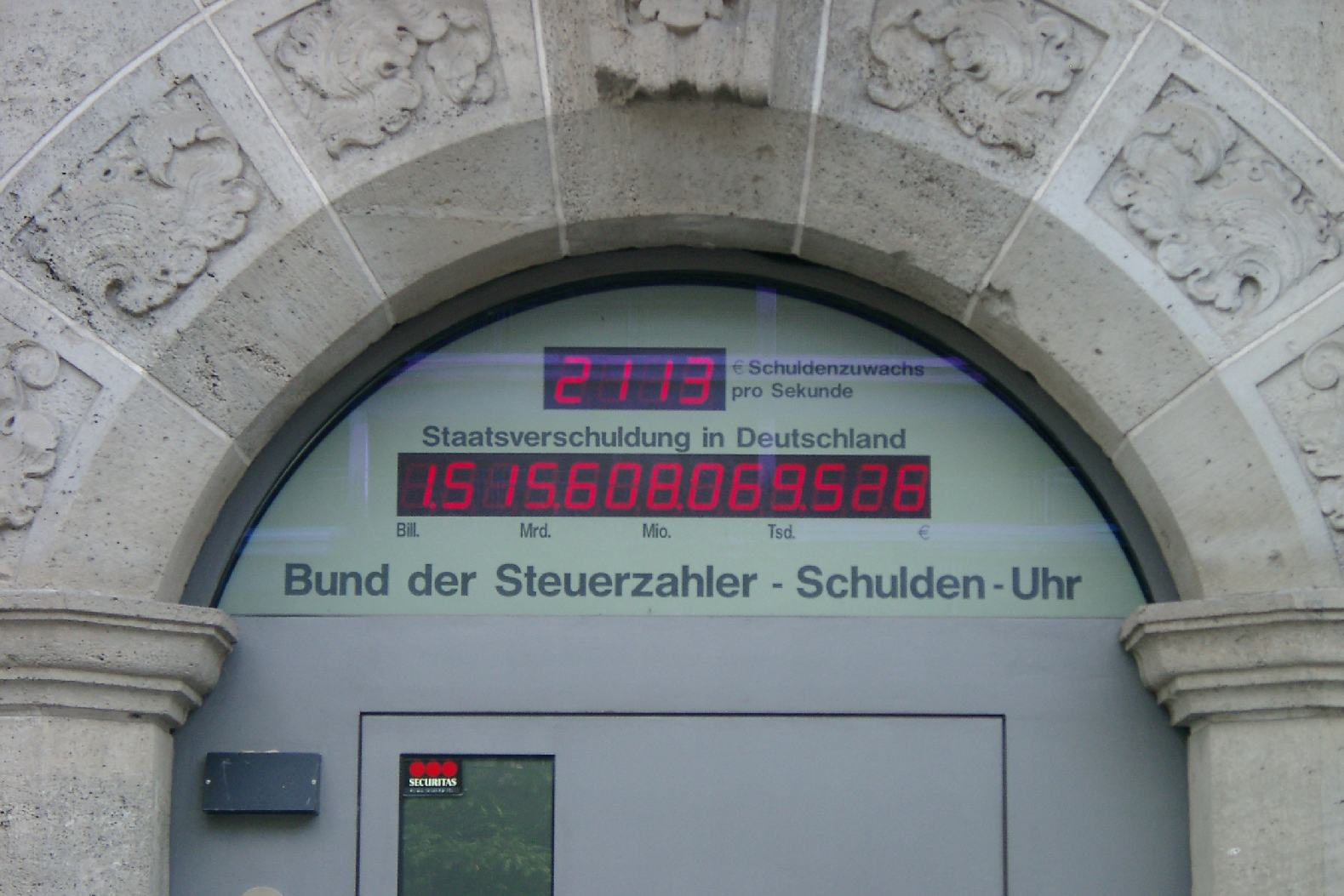
Schuldenuhr

Mit der Einführung der Postleitzahlen in der DDR im Jahr 1965 erhielt das Postamt die Bezeichnung 1080 Berlin 8. Seit der Einführung der fünfstelligen Postleitzahlen im Jahr 1993 lautete die Bezeichnung 10117 Berlin 8.
Nach der Umsetzung des am 1. Juli 1989 in Kraft getretenen Poststrukturgesetzes wurden die posteigenen Gebäude verkauft. Das Postamt wurde 1995 vorübergehend in einem Container gegenüber dem Postgebäude untergebracht. 1997 erfolgte in der Jägerstraße 67–69 die Neueröffnung. Am 24. Juli 2004 wurde die Postfiliale aufgehoben.
Im Gebäude residieren heute Anwalts- und Notarkanzleien, Immobilienverwaltungen, die Berliner Vertretung des Bankhauses BHF sowie der Bund der Steuerzahler Deutschland, der eine „Schuldenuhr“ an der Fassade angebracht hat.
Das Gebäude ist als Baudenkmal ausgewiesen.

## Architektur
Während die innere Raumorganisation mit einer zentralen, im Lichthof angeordneten Schalterhalle der modernen Abwicklung des Postverkehrs folgt, vermitteln an der Hauptfassade die Mischformen von Neorenaissance und Neobarock das Traditionsbewusstsein der Postverwaltung. Die von drei giebelbekrönten Risaliten gegliederte Straßenfront verdankt ihre repräsentative Wirkung vor allem dem Materialwechsel von rotem Backstein für die Wandflächen der Obergeschosse und Dorlaer Muschelkalk für das Erdgeschoss, die Fensterumrahmungen sowie dem Bauschmuck. Im Scheitelpunkt der Fenstergiebel verweisen Männerbüsten in historischen Postuniformen auf die Geschichte der um 1910 erheblich ausgebauten Kaiserlichen Post. Die Arbeiten stammen von den Bildhauern Max Korning und Strache.